# 蒂爾瓜國家公園
10°4′N 69°2′W / 10.067°N 69.033°W

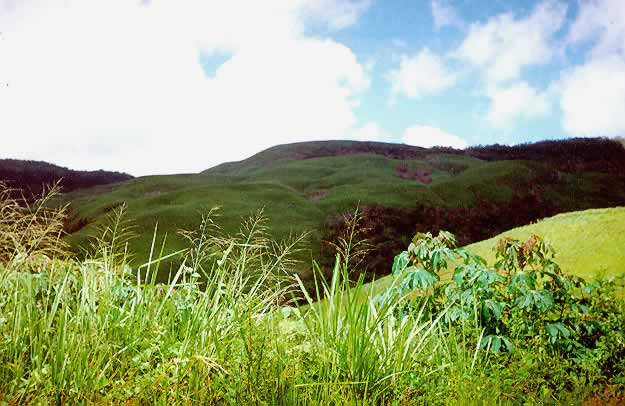

蒂爾瓜國家公園是委內瑞拉的國家公園，位於該國西北部，由科赫德斯州和亞拉奎州負責管轄，距離卡拉卡斯約220公里，始建於1992年6月5日，面積910平方公里。